# Mansour Rashidi
Mansour Rashidi (Masjed-e Soleyman, 12 novembre 1947) è un ex calciatore iraniano, di ruolo portiere.